# Adolf Mathias
Adolf Mathias (Mödling, 1938. március 30. – 2021. november 3.) osztrák nemzetközi labdarúgó-játékvezető.

## Pályafutása

### Labdarúgóként
Fiatalabb korában az FC Brunn játékosa volt, de egy baráti fogadás hatására játékvezetőnek jelentkezett.

### Nemzeti játékvezetés
Játékvezetésből Mödlingben vizsgázott. Vizsgáját követően az Alsó-ausztriai Labdarúgó-szövetség által üzemeltetett labdarúgó bajnokságokban kezdte sportszolgálatát. Az Osztrák labdarúgó-szövetség Játékvezető Bizottságának (JB) minősítésével 1969–1974 között az osztrák másodosztály, majd 1974-től az osztrák élvonal játékvezetője. Küldési gyakorlat szerint rendszeres partbírói szolgálatot is végzett. A nemzeti játékvezetéstől 1986-ban visszavonult. Élvonalbeli mérkőzéseinek száma: 127, másodosztálybeli mérkőzéseinek száma: 49.
| Időpont             | Helyszín             | Mérkőzés típusa                           | Mérkőzés                               | Eredmény | Nézők száma |
| ------------------- | -------------------- | ----------------------------------------- | -------------------------------------- | -------- | ----------- |
| 1974. augusztus 13. | Linzer Stadion, Linz | első Österreichische Fußball-Bundesliga   | FC Blau Weiß Linz–FC Red Bull Salzburg | 1 – 2    | 8000        |
| 1986. november 29.  | Generali-Arena, Bécs | utolsó Österreichische Fußball-Bundesliga | FK Austria Wien–SK Sturm Graz          | 2 – 0    | 2000        |

#### Nemzetközi játékvezetés
Az Osztrák labdarúgó-szövetség JB terjesztette fel nemzetközi játékvezetőnek, a Nemzetközi Labdarúgó-szövetség (FIFA) 1974-től tartotta nyilván bírói keretében. A FIFA JB központi nyelvei közül a németet beszéli. Több nemzetek közötti válogatott, valamint UEFA-kupa, Európa-liga és UEFA-bajnokok ligája klubmérkőzést vezetett, vagy működő társának partbíróként segített. Az osztrák nemzetközi játékvezetők rangsorában, a világbajnokság-Európa-bajnokság sorrendjében többedmagával a 32. helyet foglalja el 1 találkozó szolgálatával. Az aktív nemzetközi játékvezetéstől 1984-ben búcsúzott. Válogatott mérkőzéseinek száma: 8.

#### Nemzetközi kupamérkőzések

##### UEFA-kupa
| Időpont              | Helyszín             | Mérkőzés típusa | Mérkőzés                          | Eredmény | Nézők száma |
| -------------------- | -------------------- | --------------- | --------------------------------- | -------- | ----------- |
| 1981. szeptember 16. | Népstadion, Budapest | első kör        | Tatabányai Bányász–Real Madrid CF | 2 – 1    |             |

## Nemzetközi válogatott mérkőzései
| #  | Dátum                | Helyszín                      | Hazai         | Eredmény | Vendég        | Kiírás       | Gólok | Esemény |
| -- | -------------------- | ----------------------------- | ------------- | -------- | ------------- | ------------ | ----- | ------- |
| 1. | 1974. április 17.    | Ougrée, Stade de Sclessin     | Belgium       | 1 – 1    | Lengyelország | barátságos   | -     |         |
| 2. | 1974. december 4.    | Szolnok, Tiszaligeti stadion  | Magyarország  | 1 – 0    | Svájc         | barátságos   | -     |         |
| 3. | 1977. október 5.     | Rotterdam, Feijenoord Stadion | Hollandia     | 0 – 0    | Szovjetunió   | barátságos   | -     |         |
| 4. | 1979. szeptember 12. | Nyíregyháza                   | Magyarország  | 2 – 1    | Csehszlovákia | barátságos   | -     |         |
| 5. | 1980. november 19.   | Halle, Kurt-Wabbel-Stadion    | NDK           | 2 – 0    | Magyarország  | barátságos   | -     |         |
| 6. | 1982. május 28.      | Genf, Charmilles stadion      | Svájc         | 1 – 1    | Olaszország   | barátságos   | -     |         |
| 7. | 1983. március 30.    | Ta’ Qali                      | Málta         | 0 – 1    | Írország      | Eb-selejtező | -     |         |
| 8. | 1983. október 26.    | Prága, Evžen Rošický Stadion  | Csehszlovákia | 1 – 2    | Bulgária      | barátságos   | -     |         |
|    | Összesen             |                               |               | 8        | mérkőzés      |              |       |         |

## Külső hivatkozások
- Adolf Mathias. World Referee. [2012. szeptember 11-i dátummal az eredetiből archiválva]. (Hozzáférés: 2015. november 7.)
- Adolf Mathias. zerozerofootball.com. (Hozzáférés: 2015. november 7.)
- Adolf Mathias. footballdatabase.eu. (Hozzáférés: 2015. november 7.)
- Adolf Mathias. scoreshelf.com. [2016. március 11-i dátummal az eredetiből archiválva]. (Hozzáférés: 2015. november 7.)
- Adolf Mathias. worldfootball.net. (Hozzáférés: 2015. november 7.)
- Adolf Mathias. eu-football.info. (Hozzáférés: 2015. november 7.)